# 若宮清
若宮 清（わかみや きよし、1946年6月25日 - ）は、日本のジャーナリスト。
ワカミヤアンドアソシエーツ（コンサルタント会社）代表、元早稲田大学社会システム工学研究所客員研究員、太平洋経済研究所東京所長、アジア太平洋研究会会員、ビーイング・レコード顧問、フィリピン共和国観光省顧問、黒岩地域福祉研究所顧問、医療法人徳洲会東京本部顧問、日刊まにら新聞顧問。

## 経歴
兵庫県淡路島洲本市生まれ。東京都港区東麻布在住。
1980年に『月刊プレイボーイ』の取材でフィリピン追放中のベニグノ・アキノ（当時はハーバード大学で国際問題の研究員をしていた）にインタビューし、その純粋さにほれ込む。1983年にアキノがフィリピン帰国を企てた際に経由地の台北で合流。帰国前夜、その身に危険が及ぶ可能性があるため帰国をやめるよう説得するがアキノの意志は変わらず、共に航空機に搭乗。8月21日にマニラ空港でアキノの暗殺現場に居合わせることとなった。若宮は連行していた兵士がアキノを撃つのを目撃したと会見で話し、マスコミから一躍注目を浴びる。当時の若宮の外見は特徴的なヒゲとパーマ頭で、この件をきっかけに多くのテレビ番組に出演した。その後フェルディナンド・マルコス政権下のフィリピンへ強硬的に入国を試みるも、空港で入国拒否にあい日本へ強制送還された。同年9月29日には、ジャーナリスト竹村健一主宰の勉強会に講師として招かれている。また、暗殺事件の再審公判では、事件について執筆した若宮の著書が証拠として採用された。事件後は『週刊サンケイ』で反マルコス政権寄りの記事を連載していた。同時にその頃、国際浪人塾を主宰。1986年にフィリピンで起きたエドゥサ革命後、若宮は徳洲会設立者の徳田虎雄と知り合う。
ニッポン放送のラジオ番組『山谷親平のお早ようニッポン』メインパーソナリティである山谷親平の急逝に伴い、期間限定パーソナリティのひとりとして起用され、1985年初頭に『若宮清のお早ようニッポン』パーソナリティを務めた（1月は木〜金、2月から月〜水を担当し、番組自体は1985年4月5日に終了）。
1986年の第14回参議院議員通常選挙ではサラリーマン新党の公認候補となったものの取り消された。1993年の第40回衆議院議員総選挙で兵庫4区から日本新党で出馬するも落選。1996年7月に新進党兵庫県第四総支部長、新進党兵庫県連副会長になるが離党し、同年10月に民主党兵庫県連副代表となる。同年の第41回衆議院議員総選挙では旧民主党公認で兵庫9区から出馬し、ふたたび落選した。のち民主党を離党。
1999年に台湾で発生した921大地震の際には、徳洲会顧問という繋がりから徳洲会グループによる災害医療援助に協力し、TDMAT（徳洲会災害医療協力隊）先遣隊のコーディネーターとして翌々日に現地入りした。
また、2004年のインドネシアスマトラ島沖地震においても、モルディブ先遣隊事務として現地入りした。
2003年、北朝鮮による拉致被害者の家族の帰国問題において、北朝鮮とのパイプがあった若宮が話を持ちかけたことから、12月に平沢勝栄議員らと北朝鮮大使との北京における非公式会談が実現した。その後2004年4月の山崎拓による大連での北朝鮮側との非公式会談にも関与。
2004年9月には当時のハンナラ党(現セヌリ党)の朴槿恵代表と安倍晋三自民党幹事長が初めて顔を合わせたソウルでの朝食会を、両者と旧知の間柄だという若宮がセッティングした。2006年5月に朴代表が遊説中に男から切り付けられる事件が起こったが、このとき若宮は安倍内閣官房長官に見舞いの手紙を託され、20万円相当の冷凍神戸牛とともに、朴代表が入院していた病院へ届けたという。
2007年9月25日、若宮は住居侵入の疑いで警視庁世田谷署に逮捕された。かつて付き合っていた女性宅の郵便受けに汚物を入れたポリ袋を放置するなど、ストーカー行為を行っていたとされた。のち示談が成立して被害者が刑事告訴を取り下げたため、ストーカー規制法違反ではなく住居侵入罪のみでの起訴となった。同年12月7日、東京地裁により、懲役1年、執行猶予3年（求刑懲役1年）の判決を言い渡された。なお、若宮は既婚者（妻は比政界人と親戚関係にあるフィリピン人）であるため、女性と付き合っていた当時は不倫関係であった。
2012年2月25日、フィリピンで開催されたエドゥサ革命26周年集会に日本から日本共産党の緒方靖夫副委員長と共に参加している。

### 年譜
- 1962年に陸上自衛隊少年工科学校入校、1965年卒業。
- 1966年、早稲田大学文学部第1類（社会学）入学。
- 1968年から平和相互銀行に入行、会長である小宮山英蔵の秘書を務めた。1979年退職。
- 1968年、戒厳令下の台湾にある東海大学へ外国部特別研修生として入学、1969年同大学卒業。
- 1977年〜1979年にエジプト国立カイロ大学へ語学研修生として留学。その後フリージャーナリストとなる。
- 1980〜1983年に『週刊サンケイ』でレギュラーコラムニストとして執筆。
- 1984年〜1993年には元衆議院議員の武藤嘉文アドバイザー。
- 1988年〜1993年には講師として白鷗大学で「国際関係論」を担当、1994年〜1996年には財界二世学院で「マスコミュニケーション論」を担当。
- 2006年、早稲田大学大隈記念大学院公共経営研究科専門職学位課程修了。学位は公共経営修士（専門職）。
- 2007年、台湾の金門県政府顧問に就任[31]。

## 人物
- 中国、台湾、フィリピン、韓国などアジア諸国に太い人脈を持ち、著作もアジア関連が多い。韓国の金泳三元大統領とも交流がある。
- 元政治家の黒岩宇洋氏とも交流がある[32]。また、若宮の知人に「すしざんまい」をチェーン展開する株式会社喜代村の木村清社長がおり[29]、アパホテルの元谷芙美子社長は社会人学生時代の同級生にあたる[33]。

## 著作

### 著書
- 『国際浪人プッタギナモー』（潮出版社、1982年）
  - 『国際浪人プッタギナモー』（潮出版社、潮文庫、1985年）
- 『国際浪人 面白さがし旅』（グラフ社、1983年）
- 『私は世界を漫遊する好奇心 国際浪人』（サンケイ出版、1984年）
- 『アコナ 人を殺すな』（情報センター出版局、1984年） - アキノ暗殺事件についての著書。
- 『コラソン・アキノ 闘い（ラバン）から愛（ラブ）へ』（立風書房、1986年）
- 『実戦コネ学入門 人生の舞台を広げる』（PHP研究所、1993年）
- 『真相 北朝鮮拉致被害者の子供たちはいかにして日本に帰還したか』（飛鳥新社、2004年）
- 『中国人の99.99％は日本が嫌い』（ブックマン社、2006年）
  - 『新装版 中国人の99.99％は日本が嫌い』（ブックマン社、2010年）
- 『中国人の面の皮 彼らに脈々と流れる「厚黒」の思想』（祥伝社、2006年）

### 記事
- 「アキノ決死行」『文藝春秋』
- 「アキノ暗殺を見た」『文藝春秋』1983年10月号, pp.120-131
- 「日本の奇人・変人こそ，世界の常識人だ」『big A（ビッグ・エー）』1984年9月号, pp.26-31, ビッグ・エー - 小室直樹との対談記事。
- 「フィリピン援助への疑惑」朝日新聞
- 「朴槿恵、金泳三を連続直撃！「金大中大統領の次」は誰だ」『SAPIO』2002年2月13日号, 小学館